# فرودگاه چیپواین لیک
فرودگاه چیپواین لیک (به انگلیسی: Chipewyan Lake Airport) یک فرودگاه همگانی است که یک باند فرود چمن دارد و طول باند آن ۹۱۴ متر است. این فرودگاه در کشور کانادا قرار دارد و در ارتفاع ۵۴۹ متری از سطح دریا واقع شده‌است.